# منشور نيكول

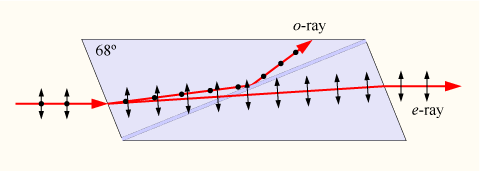
منشور نيكول

منشور نيكول هو أداة ضوئية تستخدم لتوليد شعاع من الضوء المستقطب.
وتم اختراعه عام 1828 بواسطة وليام نيكول. ويتكون من بلورة على شكل معين من الكالسيت، والتي يتم قطعها بدرجة ميل 68 درجة، ويتم فصلها بميل، وإعادة دمجها مرة أخرى باستخدام بلسم كندا.
ويدخل الضوء الغير مستقطب من أجد نهايات البلورة وينقسم إلى شعاعين مستقطبين عن طريق الانكسار المزدوج. أحد هذه الأشعة (الأصلى أو الشعاع-"o") يكون له معامل انكسار no = 1.658 وعند طبقة المنشور (معامل الانكسار n = 1.55) يحدث له انعكاس داخلي كلي عند الواجهة، وينعكس لجانب المنشور. ويعانى الشعاع الأخر («الغير طبيعي» أو الشعاع-e) يكون له معامل انكسار أقل (no = 1.486), لا ينعكس على الواجهة، ويخرج من النصف الثاني من المنشور كمستوى ضوء مستقطب.
ويستخدم منشور نيكول في مقياس الاستقطاب وأجهزة المجهر.

## اقرأ أيضاً
- كراس
- استقطاب